# Улица Гоголя (Яранск)
У́лица Гоголя — одна из старинных улиц уездного города Яранска, Кировская область, Россия.

## Расположение
Нумерация начинается с запада и следует на восток. 
Пересекает следующие улицы:
- Набережная улица
- Улица Карла Маркса
- Улица Свободы
- Улица Ленина
- Улица Труда
- Улица Тургенева
- Улица Некрасова
- Зелёная улица

## История
Улица является одной из древнейших в городе. Начинается на т. н. Романовой горе. По мнению сотрудника Яранского краеведческого музея А. П. Зыковой на месте будущей старой пожарной части на нынешней улице Гоголя находился специально построенный в 1601 году двор, где был размещён по приказу Бориса Годунова «государев злодей и изменник», дядя будущего царя Михаила Фёдоровича Василий Никитич Романов.
В середине XIX века восточный конец улицы входил в состав Солдатской слободы.
С принятием регулярного плана города улица получила наименование Басурманской. 19 марта 1909 года в связи с празднованием 100-летия со дня рождения Н. В. Гоголя по просьбе общественности решением Яранской городской думы улицу переименовали в Гоголевскую.

## Примечательные здания
- №19 — Дом, в котором в 1877 году родился и провёл детские годы академик Н. В. Рудницкий (мемориальная доска)
- №25  памятник архитектуры (региональный) — Яранская женская гимназия
- №26 — Дом Бетехтина, купца, торговавшего льном. Его кудельный склад дал начало корпусам Яранской швейной фабрики. Фасад украшен резными деревянными наличниками
- №51 — Дом И. М. Елькина, преподавателя Яранского городского училища